# ヴラディスラフ・ヴァナト
ヴラディスラフ・アンドリヨヴィチ・ヴァナト（Vladyslav Andriyovych Vanat, ウクライナ語: Владислав Андрійович Ванат、2002年1月4日 - ）は、ウクライナ・カームヤネツィ＝ポジーリシクィイ出身のサッカー選手。FCディナモ・キーウ所属。ウクライナ代表。ポジションはFW。

## クラブ経歴
DYussH-2カームヤネツィ＝ポジーリシクィイとFCディナモ・キーウの下部組織でサッカーを学び、2021年5月9日、後者のクラブにてウクライナ・プレミアリーグのFKコロス・コヴァリフカ戦でプロデビューを果たした。
2021年7月21日、2021-22シーズンはFCチョルノモレツ・オデッサへレンタル移籍することが決定した。

## 代表経歴
2017年からウクライナの世代別代表へ招集され始め、2023年6月12日、ドイツ代表との親善試合にて、64分にアルテム・ドフビクとの途中交代でウクライナ代表デビューを飾った。